# Bisha K. Ali
Bisha K. Ali, née en 1989, est une comédienne et scénariste britannique. Elle est la créatrice de la série télévisée Ms. Marvel.

## Carrière
Bisha K. Ali a travaillé dans le domaine des sciences des données, avant de passer à une carrière dans le Stand-up. En 2012, elle a participé au programme Young Writers du Royal Court Theatre. Son scénario Book Club a été choisi par Tiger Aspect Productions. Plus tard, elle a participé à l'écriture d'éléments additionnels pour la série Sex Education.
Son premier gros travail en tant que scénariste était pour la mini-série Four Weddings and a Funeral, en 2019, tout en collaborant avec Mindy Kaling. Plus tard, elle est annoncée à la tête de la série Ms. Marvel pour Disney+. Elle a également écrit le scénario de certains épisodes de Loki, également pour Marvel Studios.